# ماري وارنر
ماري وارنر (بالإنجليزية: Marie Warner)‏ هي راقصة باليه أمريكية، ولدت في 1840، وتوفيت في 30 أكتوبر 1940.